# Sete Quedas

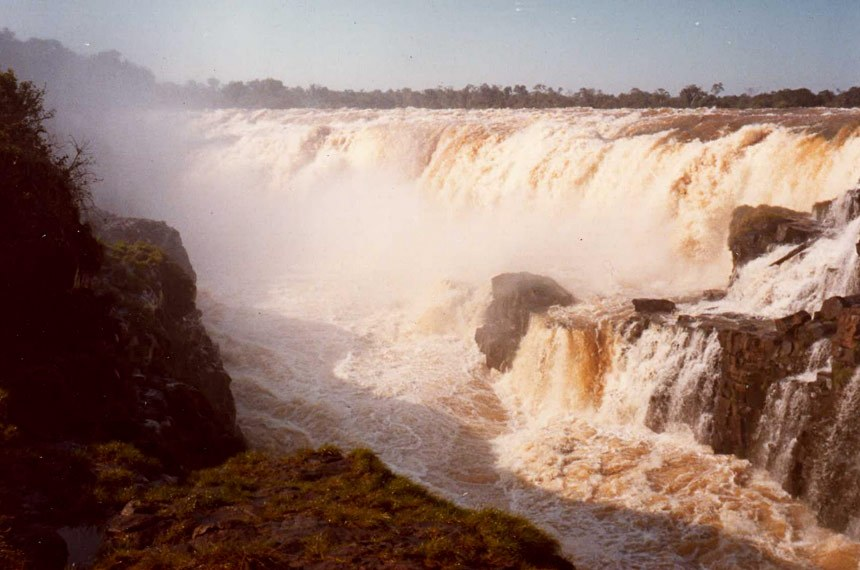
Einer der Wasserfälle im Jahr 1982

Die Sete-Quedas (portugiesisch für Sieben (Wasser-)Fälle; spanisch Saltos del Guairá) befanden sich in der Nähe der Städte Guaíra auf der brasilianischen und Salto del Guairá auf der paraguayischen Seite des Río Paraná. Die Wasserfälle wurden 1982 beim Aufstauen des Paraná für das Wasserkraftwerk Itaipú überflutet.
Vor der Flutung des Stausees hatten die in sieben Gruppen verteilten Fälle eine Gesamthöhe von 114 m mit einer Höhe von 40 m des größten Einzelfalls und einen durchschnittlichen Wasserdurchfluss von 13.000 m³/s (maximal 50.000 m³/s).

## Nachweise
1. ↑  worldwaterfalldatabase

Koordinaten: 24° 4′ 23″ S, 54° 17′ 1″ W